# Jean Cabanis
Jean Louis Cabanis (8 de marzo de 1816-20 de febrero de 1906) fue un ornitólogo alemán.
Cabanis nació en Berlín. Estudió en la Universidad de Berlín de 1835 a 1839, año en que viaja a América del Norte, regresando en 1841 con una gran colección de historia natural.
Más tarde fue director auxiliar del Museo Universitario de Berlín, dejado por Martin Lichtenstein. Fundó el Journal für Ornithologie en 1853, supervisándolo durante los próximos cuarenta y un años, hasta ser sucedido por su yerno Anton Reichenow.

## Obra

### 1844
- Con Johann Jakob von Tschudi. Untersuchungen über die Fauna peruana, Druck und Verlag von Scheitlin und Zollikofer, 1844

### 1845
- Con Johann Jakob von Tschudi. Ornithologie, Druck und Verlag von Scheitlin und Zollikofer, 1845

### 1847
- Cabanis, J. (1847). «Ornithologische Notizen». Archive fur Naturgeschichte (en alemán). Vol. 1. Año 13 pp. 186-256. Berlín: Nicolai'schen Buchhandlung. Disponible en Biodiversitas Heritage Library. ISSN 0365-6136.
- Con Moritz Richard Schomburgk, Christian Gottfried Ehrenberg, Franz Hermann Troschel, Wilhelm Ferdinand Erichson, Johannes Müller. Reisen in Britisch-Guiana in den Jahren 1840-1844: nebst einer Fauna und Flora Guiana's nach Vorlagen von Johannes Müller, Ehrenberg, Erichson, Klotzsch, Troschel, Cabanis und Andern, J. J. Weber, 1847

### 1850-1851
- Con Ferdinand Heine. Museum Heineanum: Verzeichniss der ornithologischen Sammlung des Oberamtmann Ferdinand Heine, auf Gut St. Burchard vor Halberstadt, Museum Ornithologium Heineanum
  - Parte I die Singvögel (1850-1851)

### 1859-1860
- Cabanis, J.; Heine Sr., F. (1859-1860). Verzeichniss der ornithologischen Sammlung des Oberamtmann Ferdinand Heine, auf Gut St. Burchard vor Halberstadt. Museum Heineanum (en alemán) II. Theil, die Schreivögel enthaltend. [1–2] pp. 1-176. Halberstadt: R. Frantz. Disponible en Biodiversitas Heritage Library. doi:10.5962/bhl.title.112135.

### 1869
- Vögel, 1869
- Con Anton Reichenow. Opuscula ornithologica: a collection of ornithological pamphlets

## Honores

### Eponimia
Se nombran varios pájaros en su honor:
- Tangara cabanisi
- Emberiza cabanisi
- Synallaxis cabanisi
- Phyllastrephus cabanisi
- Tangara cabanisi - Sclater, 1868
- Phyllastrephus cabanisi - Sharpe, 1882
- Lanius cabanisi - Hartert, 1906
- Pseudonigrita cabanisi - Fischer & Reichenow, 1884

## Abreviatura (zoología)
La abreviatura Cabanis  se emplea para indicar a Jean Cabanis como autoridad en la descripción y taxonomía en zoología.

## Literatura
- Bo Beolens, Michael Watkins. Whose Bird?: Common Bird Names and the People They Commemorate, Yale University Press, 2004, pp. 73ff, ISBN 978-0300103595
- Ludwig Gebhardt. Die Ornithologen Mitteleuropas. AULA-Verlag, Wiebelsheim 2006, pp. 60f, ISBN 3-89104-680-4